# Espenhain
Espenhain est une ancienne commune de Saxe (Allemagne), située dans l'arrondissement de Leipzig, dans le district de Leipzig qui fait partie de la ville de Rötha depuis 2015.
Le village est fondé par les Slaves environ en l'an 800 et est connu comme Miertzsch jusqu'à environ 1350 quand il est renommé Espenhain. Il fait partie de l'Amt Leipzig jusqu'à 1856 quand il passe à l'Amt judiciaire de Rötha. En 1875 Espenhain devient part de l'Amt Borna. L'extraction de lignite commence en 1896. Le chemin de fer de Rötha à Espenhain est ouvert en 1913.
Espenhain est le siège d'une usine de raffinage du lignite ouverte en 1937 et fermée en 1990 qui était la cause d'une pollution sevère de l'environnement. En 1985, du fait de cette pollution, une action intitulée : « un mark pour Espenhain », avait été menée afin d’équiper la centrale d’un filtre contre la poussière. Elle avait recueilli près de 200 000 signatures.